# 非表現突然変異
非表現突然変異（ひひょうげんとつぜんへんい）は、DNAの突然変異で、タンパク質のアミノ酸の配列には影響を及ぼさないものである。DNAの非コード部位（遺伝子の外側部分または、イントロンの部位）の変異、もしくはエキソンにおける最終的なアミノ酸配列には関与しない範囲での変異である。サイレント突然変異 (silent mutation) ともいう。
タンパク質の機能に影響しないので、進化的中立であるかのようにしばしば扱われる。しかしながら、多くの生命体でコドン使用の種による多様性が知られているので、コドンの使用は翻訳の安定性を目的とする自然選択であることを示唆している。よって、非表現突然変異はスプライシングや翻訳のコントロールに影響を及ぼすかもしれない。
分子クローニング実験において、目的の遺伝子に非表現突然変異を導入することは、制限酵素のために認識部位を作成、または取り除くために役に立つ。外部リンクで認識部位を作成する変異可能な目的の配列を分析することができるオンラインツールを紹介する。
最近の研究結果では、非表現突然変異は、タンパク質の構造や挙行に影響を及ぼしうる可能性を示唆している。,.